# Lunge (adelsslægt)
 For alternative betydninger, se Lunge (flertydig). (Se også artikler, som begynder med Lunge)
Lunge er en sjællands uradelslægt, de gamle Lunger’er der førte tre guld-liljer i rødt felt, kendes allerede fra sidste halvdel af det 13. århundrede og hører til de mere fremtrædende middelalderlige adelslægter.  Danmarks adels årbog 1891 skriver, at få slægter havde en så fremragende plads i den danske adels historie som den såkaldte "gamle Lunge'r". Dette skyldes dog mindre rigdom og socialt anseelse, skønt det at i en kort periode mellem 1350 og 1450 bidrog slægten med mange fremtrædende mænd, men det faktum, at dens sidste kvindelige efterkommere blev stammødre til flere af de mest talrige og mest respekterede slægter i landet, herunder Bille, Brahe, Krabbe, den nye Lunge'r, og det kan således argumenteres indirekte til næsten hele den danske adel fra det 16. og 17. århundrede
Som stamfader opstilles Oluf Lunge, der nævnes i 1268 og 1290, men var død i 1302. Han var 1287 foged i Bjernede og Fodby for Roskildes biskop Niels Jakobsen (Ulfeldt) og nævnes igen i 1288, da han handlede gods til Sankt Clara Kloster i Roskilde for frøken Agnes, kong Erik Plovpennings datter, der kalder ham sin ven.
I det tidlige 14. århundrede nævnes en "jomfru" Lunge, måske Inger Iversdatter (mon søster til den overnævde Oluf), som mor til to uægte børn til kong Christoffer II, Regitze Christoffersdatter Løvenbalk, gift med Peder Stigsen Krognos til Krapperup og Erik Christoffersen Løvenbalk. Der er ingen dokumentation for dette, men Løvenbalk våbnet med den kongelige leopard er et stærkt tegn hertil, såvel som bjelkerne, som ville slå fast, at linjen ikke fik nogen krav på kronen.
Oluf Lunges søn Oluf Olufsen Lunge (- omkring 1321) var far til rigsråd Oluf Olufsen Lunge (-1386) til Mosegård, Ellene Olufsdatter Lunge, til Bjernede (-efter 1383) , der blev gift sig med Evert Moltke (-1367), og Jacob Olufsen Lunge (- før 1387) til Højstrup og Ryegård, blandt hvis børn skal nævnes Niels Jacobsen Lunge til Sørup, der blev biskop af Strängnäs (nævnt 1385 og 1408), og rigsråd Ove Jacobsen Lunge (- før 1458) til Nielstrup, der beseglede forliget i Vordingborg 1435 mellem Erik af Pommern og Adolf VIII af Holstein. Samme år nævnes Ove Jacobsen i Stockholm, hvor Erik af Pommern blev anerkendt som konge af Sverige mod et løfte om at opføre sig bedre, og her som den første blandt væbnerne, der beseglede den endelige aftale. I 1438 var han med om at indkalde hertug Christoffer af Bayern som konge og i 1439 bland dem, der opsagde kong Erik deres huldskab og troskab.
Ove Jacobsen Lunge var far til Sidsel (-1503) til Egede og Nielstrup, gift med rigsråd Torbern Bille til Allinde og Svanholm (-1465), Ellen, der giftede sig med Axel Lagesen Brock til Clausholm (ca.1425-1498), ridderen Tyge Ovesen til Basnæs (1399-1460), der blev far til Maren Tygesdatter til Tostrup (1430-1521), gift med rigsråd Axel Brahe til Krageholm (-1487), Elsebe (nævnt 1512), som giftede sig med Mogens Krabbe af Østergaard til Bustrup (-1486) og Kirsten (ca.1450-1529), der i ægteskab med Vincents Iversen Dyre til Tirsbæk (1432-død efter 1497) blev stammoder til de "nye Lunge'r",
Vincents overtog slægtsnavnet Lunge efter sin kone Kirsten, og deres søn Vincents Vincentsen Lunge (Dyre) til Lundestad og Lungegaarden blev et af de mere berømte navne i familien. Et andet velkendt medlem af den nye familie var rigsmarsken Jørgen Lunge (Dyre) (1577–1619) til Odden, Birkelse og Hessel, som var lensmand over Bohus 1613-1618. Der dog skal understreges at de "nye Lunge'r" brugte Dyre våbenskjoldet med to hvide vesselhorn i blåt felt og samme mærke på hjelmen.
Gertrud Iversdatter Lunge (Dyre) (1543-1614) til Tirsbæk, Nielstrup og Østrup, selv datter af Iver Ovesen Lunge (Dyre) (1515-1587) til Tirsbæk og Kragerup, - en sønnesøn af ovennævnte Vincents Iversen Dyre - var gift med Eiler Bryske (1541-1614) til Dallund og fik en datter, Lisbet Eilersdatter Bryske (1585-1674) til Tirsbæk, som blev en kendt slægtebogsforfatter og forfattede også våbenbøger, viktige genealogiske kilder. Slægtebøgerne eksisterer i to afvigende hovedgrupper, den ene udgående fra netop Lunge slægten tilbage til 1450erne og den anden med udgangspunkt i Thott-slægten, men også med omtale af andre slægter. Af hendes slægtebøger i to indbyrdes afvigende redaktioner, er bevaret en række håndskrifter som for en stor del er skrevet med hendes egen hånd. Håndskrifter af hendes slægtebøger findes i Danmark og Sverige, og ikke få ret bekendte mænd og kvinder har senere egenhændigt suppleret hendes arbejde
Familien uddøde på sværdsiden mellem 1473 og 1475 med ridderen Oluf Olufsen Lunge, barnebarn af rigsråd Anders Olufsen Lunge (-1408). De "nye Lunge'r" uddøde i 1637 med Ove Lunge (1613-).

## Eksterne Referencer
- Slægtens stamtræ